# Elisabet Hultén
Elisabet Hultén, född 19 november 1975 i Indien, är en svensk journalist och programledare, som arbetar på TV4. Hon är sedan 2007 en av flera nyhetsankare på TV4-nyheternas tidiga sändningar och är tillsammans med Jesper Börjesson ett affischnamn för TV4:s satsning Nyhetskanalen. Båda Elisabet Hulténs föräldrar är journalister. Tidigare har hon varit programpresentatör och intervjuare i Kunskapskanalen och Utbildningsradion. Hultén bodde tidigare i Norrtälje och är uppväxt i Roslagen.